# Papo
Nas aves, o esôfago apresenta uma dilatação em forma de saco designada por papo. Os alimentos são aí armazenados temporariamente, permitindo uma diminuição da frequência de refeições porque os alimentos permanecem no papo e só depois é que passam a um ritmo adequado para o proventrículo.
No papo ocorre alguma fermentação e imbebição dos alimentos com mucosidades, preparando-os para a digestão gástrica posterior. O papo também permite a regurgitação de alimentos previamente digeridos para os filhotes.
Nos pombos, durante a incubação, o revestimento epitelial do papo de ambos os sexos sofre um espessamento. Imediatamente antes da eclosão dos ovos estas células desprendem-se formando-se o leite de pomba, que é rico em proteína e gordura e que é regurgitado para os filhotes.